# レジェンド・オブ・メダリオン -時空を越えた秘密の島-
『レジェンド・オブ・メダリオン -時空を越えた秘密の島-』（原題: The Lost Medallion: The Adventures of Billy Stone）は、2013年のアメリカ合衆国の映画。

## キャスト
- ビリー・アンガー（ビリー・ストーン）
- サミー・ハンラティ（アリー）
- ジェームズ・ホン
- ヤンセン・パネッティーア
- アレックス・ケンドリック
- マーク・ダカスコス
- ウィリアム・コーカリー
- ハル・ラドニック
- シドニー・S・リューフォ
- ティヤ・シルカー